# Le Poison et l'Épée
Pour plus de détails, voir Fiche technique et Distribution.
Le Poison et l'Épée (飛狐外傳, Fei hu wai zhuan) est un wuxia hongkongais réalisé par Poon Man-kit et sorti en 1993 à Hong Kong. C'est l'adaptation du roman Autres aventures du renard (en) de Jin Yong, publié en 1960.
Il totalise 6 859 835 HK$ de recettes au box-office.

## Synopsis
Wu Fei (Leon Lai) et son oncle Ping parcourent les routes en vendant des briques. Ils se retrouvent chez Ling (Michelle Reis) pour livrer des briques pour la tombe de son maître récemment décédé, qui était de son vivant le chef d'une secte d'empoisonneurs et, à ce titre, était en possession d'un précieux manuel médical. Des membres de la secte veulent maintenant récupérer ce manuel, ce qui aboutit à une tentative d'assassinat sur Ling.
Après avoir été témoins de ces affrontements, Fei et Ping s'enfuient et se retrouvent à Nankin où ils apprennent que leur ami Chung s'est fait tuer par Fung le jeune, le fils du chef du gang local, Maître Fung. Fei et Ping interviennent contre lui, ce qui entraîne la mort de Ping. Fei se retire en promettant de se venger du meurtre de son oncle. Il rencontre Purple Yuen, qui tente de convaincre les chefs des arts martiaux de se consacrer à la restauration de la dynastie Ming par le biais d'un championnat d'arts martiaux organisé par le gouvernement. Yuen souhaite battre tous les chefs et revendiquer le titre pour elle-même.
Fei et Yuen voyagent ensuite ensemble, devenant amants. Fei se confronte ensuite à Maître Fung et le tue presque avant d'être arrêté par Yuen qui est en fait la fille de Maître Fung. Il est révélé que Fung a tué la famille de la mère de Yuen, ce qui a poussé sa mère à se suicider. Yuen empêche Fei de tuer Fung pour qu'elle puisse le tuer elle-même par vengeance. Cependant, Yuen est empoisonné par Fung et Fei l'emmène voir Ling pour être soignée.
Ling est en fait amoureuse de Fei et ne guérira Yuen que si Fei rompt sa relation avec Yuen. Tous les trois assistent ensuite au concours d'arts martiaux avec pour objectif de tuer toutes les combattants des sectes d'arts martiaux, aboutissant à une confrontation finale entre Maître Fung et Fei.

## Fiche technique
- Titre original : 飛狐外傳
- Titre français : Le Poison et l'Épée
- Réalisation : Poon Man-kit
- Scénario : Lee Ying-kit, Johnny Mak et Stephen Shiu
- Photographie : Chiu Foo-keung et Wong Bo-man
- Montage : Fan Kung-ming
- Musique : William Hu
- Production : Johnny Mak et Stephen Shiu
- Société de production : Golden Harvest
- Société de distribution : Gala Film Distribution Limited
- Pays d'origine :  Hong Kong
- Langue originale : cantonais
- Format : couleur
- Genre : wuxia
- Durée : 106 minutes
- Dates de sortie :
  -  Hong Kong : 20 août 1993
  -  Corée du Sud : 7 mai 1994
  -  France : 9 janvier 2007 (en DVD)

## Distribution
- Leon Lai : Woo Fei
- Michelle Reis : Ching Ling-so
- Sharla Cheung : Yuen Tze-yi
- Elvis Tsui : Fung Nam-tin
- Kingdom Yuen (en) : Mo Yung
- William Ho : Sit Hei
- Jassie Lam